# Bänkpress

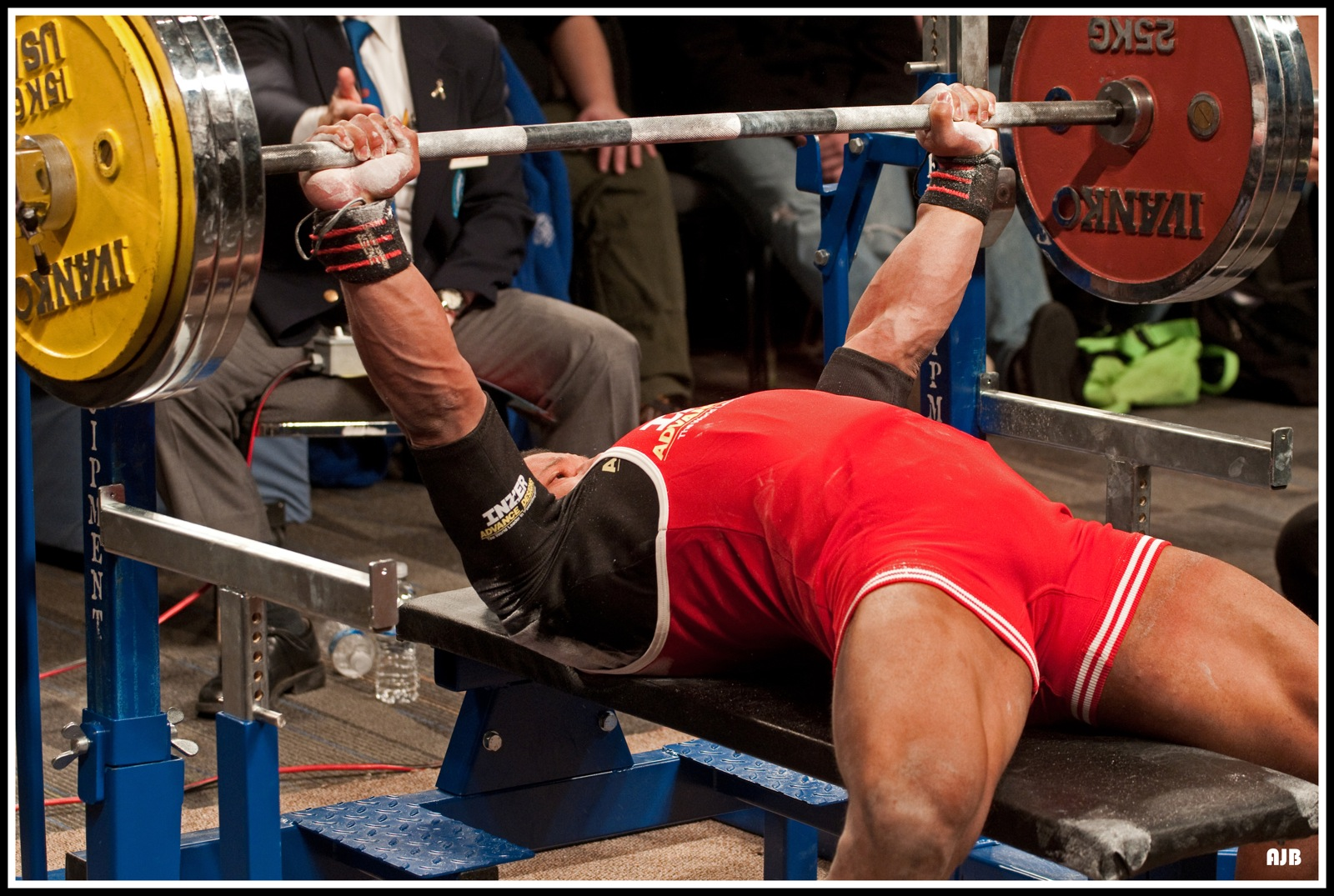
Övningen bänkpress

Bänkpress är en styrketräningsövning som i huvudsak tränar bröstmuskulaturen, pectoralis major, men är även ett moment i styrkelyft och starkeman.
Bänkpress kan utföras på ett antal olika sätt, exempelvis rak bänkpress, sned bänkpress, sittande bänkpress i maskin och nedåtlutande bänkpress i smithmaskin. Det är viktigt att rumpan inte lyfter från bänken, både i tävlingar och för att få ut mest av övningen.
Rak bänkpress aktiverar hela bröstet: 
- Pectoralis major
- Pectoralis minor
- Deltoid framsida
- Triceps brachii